# Gypsonoma
Gypsonoma is een geslacht van vlinders uit de familie bladrollers (Tortricidae).

## Soorten
- G. aceriana - Populierenbladroller (Duponchel, 1843)
- G. adjuncta Heinrich, 1924
- G. aechnemorpha Diakonoff, 1982
- G. amseli Razowski, 1971
- G. anthracites Meyrick, 1912
- G. anthracitis Meyrick, 1912
- G. attrita Falkovich, 1965
- G. bifasciata Kuznetsov, 1966
- G. buettikeri Razowski, 1995
- G. contorta Kuznetsov, 1966
- G. dealbana - Loofboombladroller (Frolich, 1828)
- G. distincta kuznetsov, 1971
- G. ephoropa (Meyrick, 1931)
- G. erubesca Kawabe, 1978
- G. euphraticana (Amsel, 1935)
- G. fasciolana (Clemens, 1864)
- G. gymnesarium Rebel, 1934
- G. gymnesiarum Rebel, 1934
- G. haimbachiana (Kearfott, 1907)
- G. hiranoi Kawabe, 1980
- G. holocrypta (Meyrick, 1931)
- G. imparana (Muller-Rutz, 1914)
- G. infuscana Kuznetsov, 1988
- G. kawabei Nasu & Kusunoli, 1998
- G. leprarum Walsingham, 1907
- G. lutescens Razowski, 1971
- G. maritima Kuznetsov, 1970
- G. mica Kuznetsov, 1966
- G. minutana - Rode populierenbladroller (Hübner, 1799)
- G. monotonica Kuznetsov, 1991
- G. mutabilana Kuznetsov, 1985
- G. nebulosana Packard, 1866
- G. neglectana (Duponchel, 1843)
- G. nitidulana - Grijze populierenbladroller (Lienig & Zeller, 1846)
- G. obraztsovi Amsel, 1959
- G. obscurifasciana (Heinemann, 1854)
- G. ochrotona Razowski, 1963
- G. oppressana - Zwarte populierenbladroller (Treitschke, 1835)
- G. opsonoma (Meyrick, 1918)
- G. paradelta (Meyrick, 1925)
- G. parryana (Curtis, 1835)
- G. penthetria Diakonoff, 1992
- G. phaeocremna (Meyrick, 1937)
- G. riparia Meyrick, 1933
- G. rivulana Oku, 2005
- G. rubescens Kuznetsov, 1971
- G. salicicolana (Clemens, 1864)
- G. salicolana (Clemens, 1864)
- G. scenica (Meyrick, 1911)
- G. scolopiae Razowski & Brown, 2012
- G. simulantana (Staudinger, 1880)
- G. simulatana Staudinger, 1880
- G. sociana - Witsnuitpopulierenbladroller (Haworth, 1811)
- G. solidata (Meyrick, 1912)
- G. substitutionis Heinrich, 1923
- G. variegana (Hübner, 1796)